# Furious Angels
| Críticas profissionais | Críticas profissionais |
| Avaliações da crítica  | Avaliações da crítica  |
| Fonte                  | Avaliação              |
| ---------------------- | ---------------------- |
| About.com              | [ 1 ]                  |
| Kludge                 | 7/10                   |
| Q                      | [ 3 ]                  |
| Uncut                  | [ 3 ]                  |

Furious Angels é o primeiro álbum de estúdio do produtor musical australiano Rob D, lançado em 1 de julho de 2002 no Reino Unido e em julho de 2003 nos Estados Unidos. Foi indicado ao Grammy Awards de 2004 na categoria Best Boxed or Special Limited Edition Package.

## O Álbum
Furious Angels foi originalmente lançado como um álbum de disco único (14 faixas para sua edição mundial, 15 para a edição do Reino Unido), dominada por faixas vocais. Foi então relançado como um disco duplo, sendo o primeiro com todas as 15 músicas e o segundo com 10 versões instrumentais das canções cantadas do primeiro álbum, mais dois videoclipes; também há um conjunto de edição especial que adiciona um livreto de letras e fotografias. O álbum foi escrito, produzido e financiado principalmente pelo próprio Rob D, ao invés de um estúdio, com recursos levantados geralmente através do licenciamento de faixas do álbum para o cinema e para a televisão.
Um artigo de 2003 no The Guardian observou:

## Faixas

### Disco 1
| N.º            | Título                                                                                   | Duração |  |
| 1.             | "Prelude"                                                                                | 0:42    |  |
| 2.             | "Furious Angels"                                                                         | 5:56    |  |
| 3.             | "Will You Follow Me?"                                                                    | 3:50    |  |
| 4.             | "Left Me for Dead"                                                                       | 4:39    |  |
| 5.             | "I'm Not Driving Anymore"                                                                | 4:34    |  |
| 6.             | "Clubbed to Death" (Kurayamino Variation)                                                | 7:28    |  |
| 7.             | "There's Only Me"                                                                        | 5:37    |  |
| 8.             | "Instrumental"                                                                           | 4:28    |  |
| 9.             | "Nothing at All"                                                                         | 6:32    |  |
| 10.            | "Born Yesterday"                                                                         | 5:20    |  |
| 11.            | "Speed Me Towards Death"                                                                 | 4:32    |  |
| 12.            | "Drinking Song"                                                                          | 3:58    |  |
| 13.            | "Pause"                                                                                  | 0:33    |  |
| 14.            | "One and the Same" (Coda)                                                                | 5:45    |  |
| 15.            | "Clubbed to Death 2" (Bonus track da edição britânica. Inicia-se após 1:00 de silêncio.) | 7:10    |  |
| Duração total: | Duração total:                                                                           | 71:10   |  |

### Disco 2 (instrumental)
| N.º            | Título                     | Duração |  |
| 1.             | "Will You Follow Me?"      | 4:34    |  |
| 2.             | "Furious Angels"           | 6:04    |  |
| 3.             | "Left Me for Dead"         | 4:40    |  |
| 4.             | "I'm Not Driving Anymore"  | 4:34    |  |
| 5.             | "There's Only Me"          | 5:36    |  |
| 6.             | "Instrumental"             | 4:30    |  |
| 7.             | "Nothing at All"           | 5:54    |  |
| 8.             | "Born Yesterday"           | 7:33    |  |
| 9.             | "Speed Me Towards Death"   | 4:30    |  |
| 10.            | "One and the Same (Coda)"  | 5:45    |  |
| 11.            | "Clubbed to Death (Video)" | 3:28    |  |
| 12.            | "Furious Angels (Video)"   | 3:58    |  |
| Duração total: | Duração total:             | 53:43   |  |

## Trilhas-Sonoras
Algumas faixas do álbum foram licenciadas para uso em filmes, publicidade e programas de televisão, incluindo a trilogia de filmes The Matrix e o programa de televisão Top Gear. A música "Furious Angels" é usada pela equipe da NBA Los Angeles Lakers quando da apresentação das equipes visitantes. A versão instrumental desta canção também aparece na sequência de abertura do jogo eletrônico Grand Prix 3. Vários capítulos da franquia Law & Order usam faixas de Furious Angels como um tema de abertura de créditos para exibição no Reino Unido: "I'm Not Driving Anymore" é usado por Law & Order e Law & Order: Special Victims Unit e "There Only Me" é usado por Law & Order: Criminal Intent.

## Desempenho nas Paradas Musicais
| Parada Musical (2003)           | Desempenho |
| ------------------------------- | ---------- |
| Billboard Top Electronic Albums | 8          |

## Prêmios e Indicações
| Ano  | Prêmio        | Categoria                                     | Resultado | Ref. |
| ---- | ------------- | --------------------------------------------- | --------- | ---- |
| 2004 | Grammy Awards | Best Boxed or Special Limited Edition Package | Indicado  |      |